# Progeryonidae
Famille
Les Progeryonidae sont une famille de crabes. Elle comprend sept espèces dans trois genres.

## Liste des genres
- Paragalene Kossmann, 1878
- Progeryon Bouvier, 1922
- Rhadinoplax Castro & Ng, 2008

## Référence
- Števčić, 2005 : The reclassification of brachyuran crabs (Crustacea: Decapoda: Brachyura). Natura Croatica, vol. 14, Supplement 1, p. 1–159 (texte original).

## Sources
- Ng, Guinot & Davie, 2008 : Systema Brachyurorum: Part I. An annotated checklist of extant brachyuran crabs of the world. Raffles Bulletin of Zoology Supplement, n. 17 p. 1–286.
- De Grave & al., 2009 : A Classification of Living and Fossil Genera of Decapod Crustaceans. Raffles Bulletin of Zoology Supplement, n. 21, p. 1-109.